# La Mostra d'Igualada – Fira de teatre infantil i juvenil

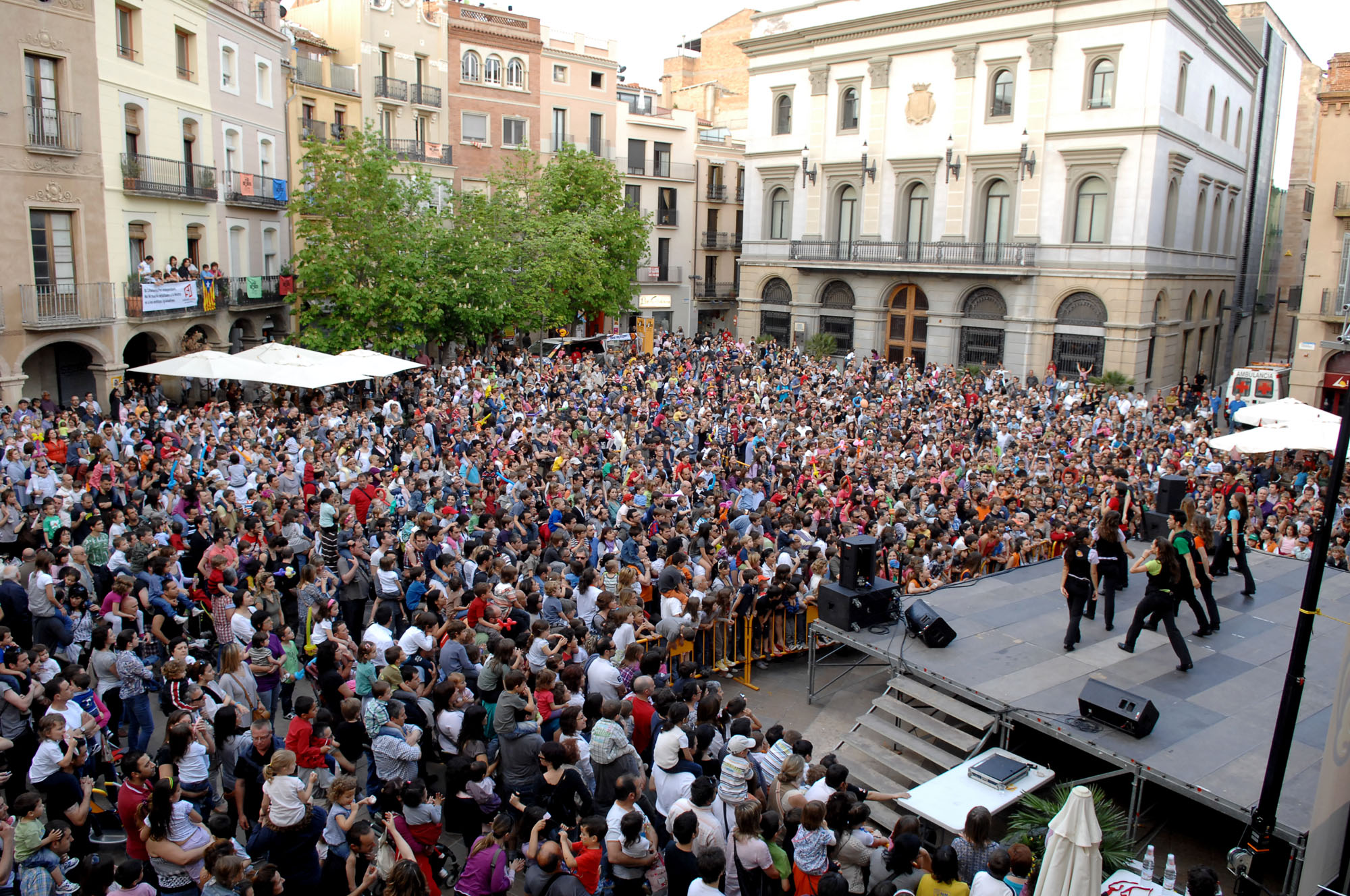
Cloenda de la 22ª edició de La Mostra d'Igualada – Fira de Teatre infantil i juvenil

La Mostra Igualada – Fira d'espectacles infantils i juvenils és la fira catalana de referència en teatre i arts escèniques per a tots els públics. Se celebra anualment cada mes d'abril a Igualada, a la comarca de l'Anoia, des de l'any 1990.
L'objectiu de la Mostra Igualada és la difusió de les millors produccions catalanes d'arts escèniques per a infants, joves i famílies per tal de proveir la programació dels municipis del territori de parla catalana. La Mostra dedica també atenció a una selecció de l'oferta de la resta de l'Estat i d'altres àmbits europeus. Hi tenen cabuda una gran varietat de gèneres: teatre, animació, titelles, clown, màgia, teatre d'objectes, circ, dansa i teatre musical, entre altres propostes.

## Història

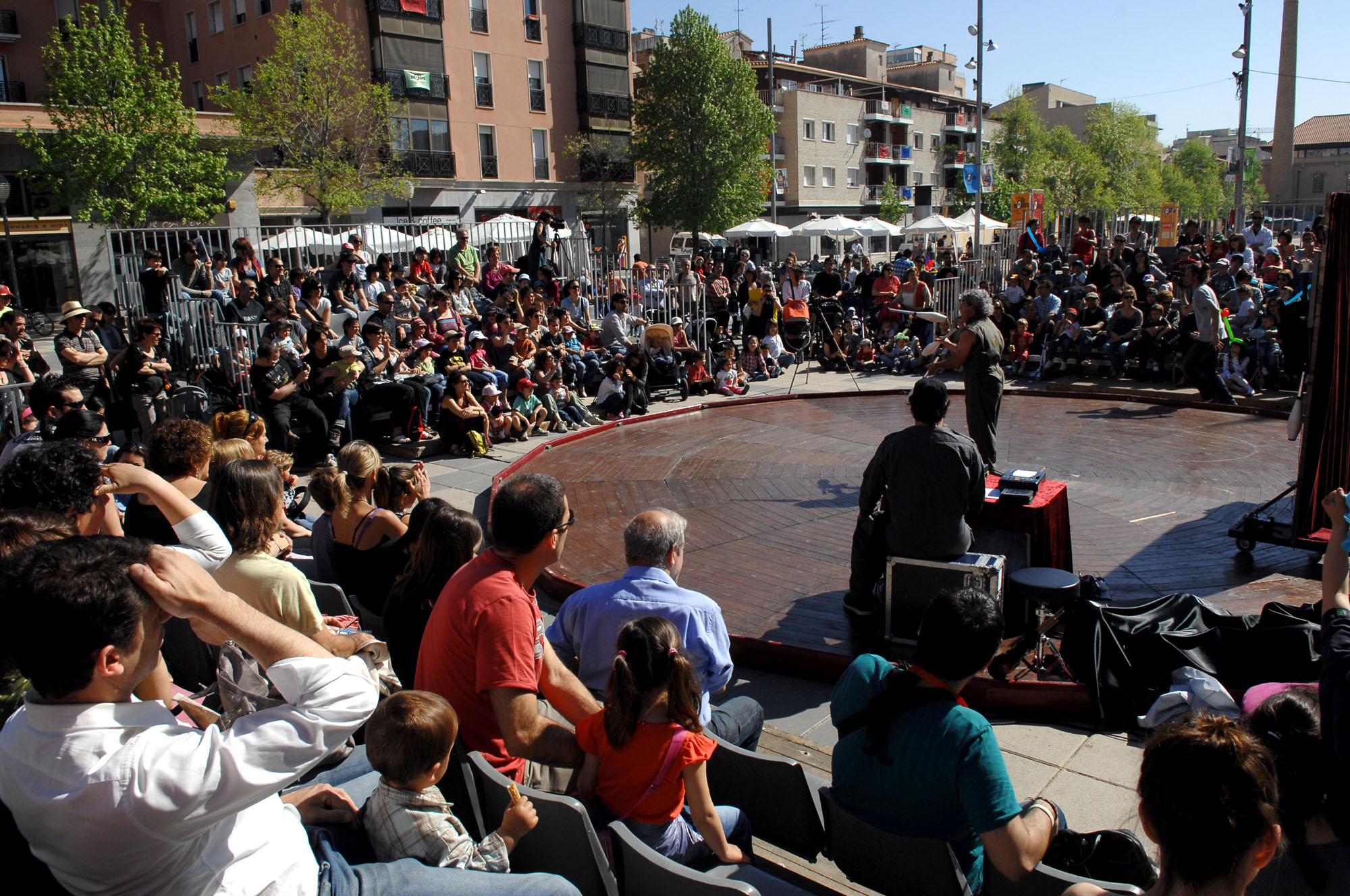
Espai Tot Circ a la plaça de Cal Font amb l'espectacle ‘A2bandes' de Boni

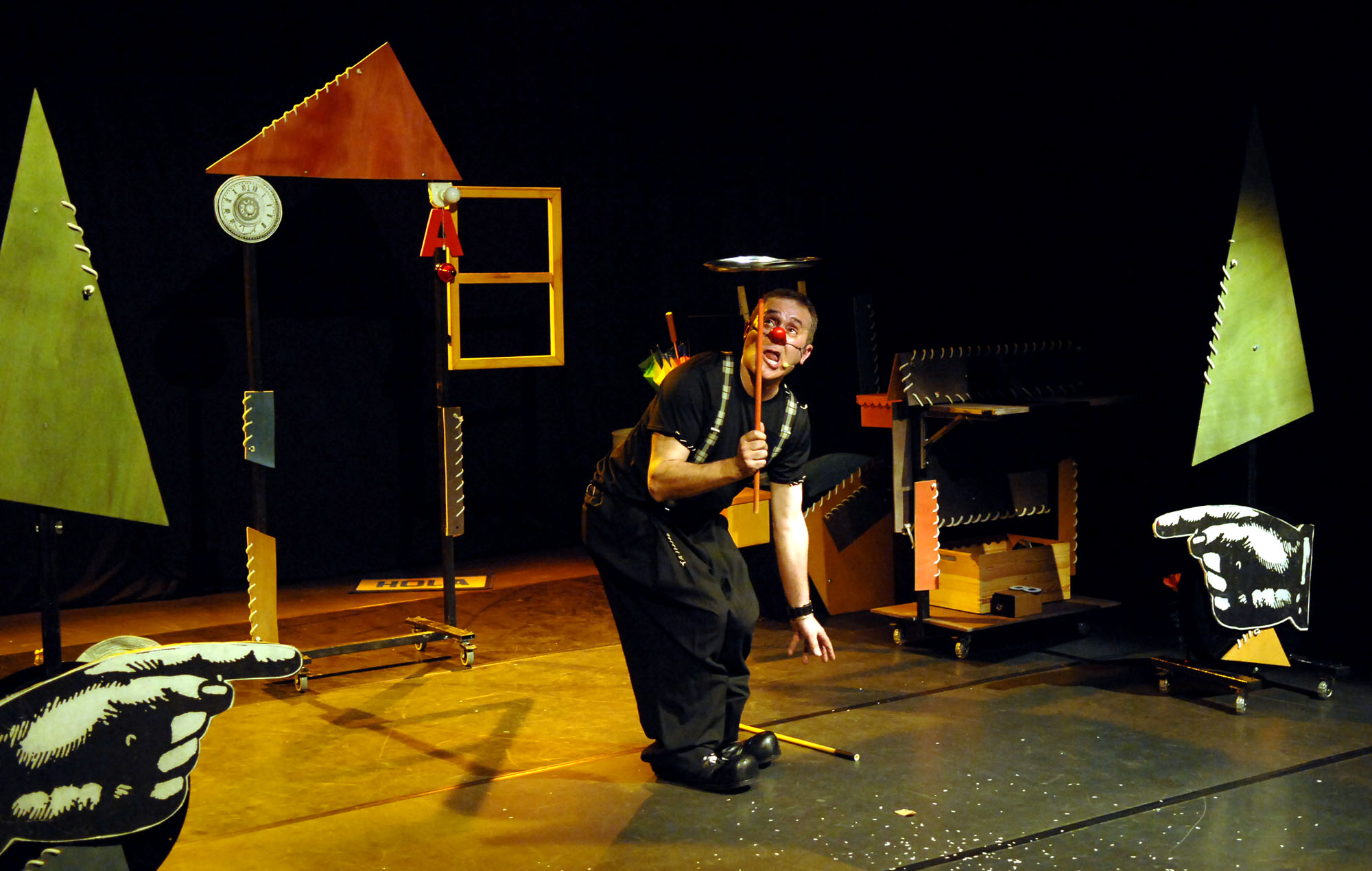
Marcel Gros amb l'espectacle ‘Minuts'

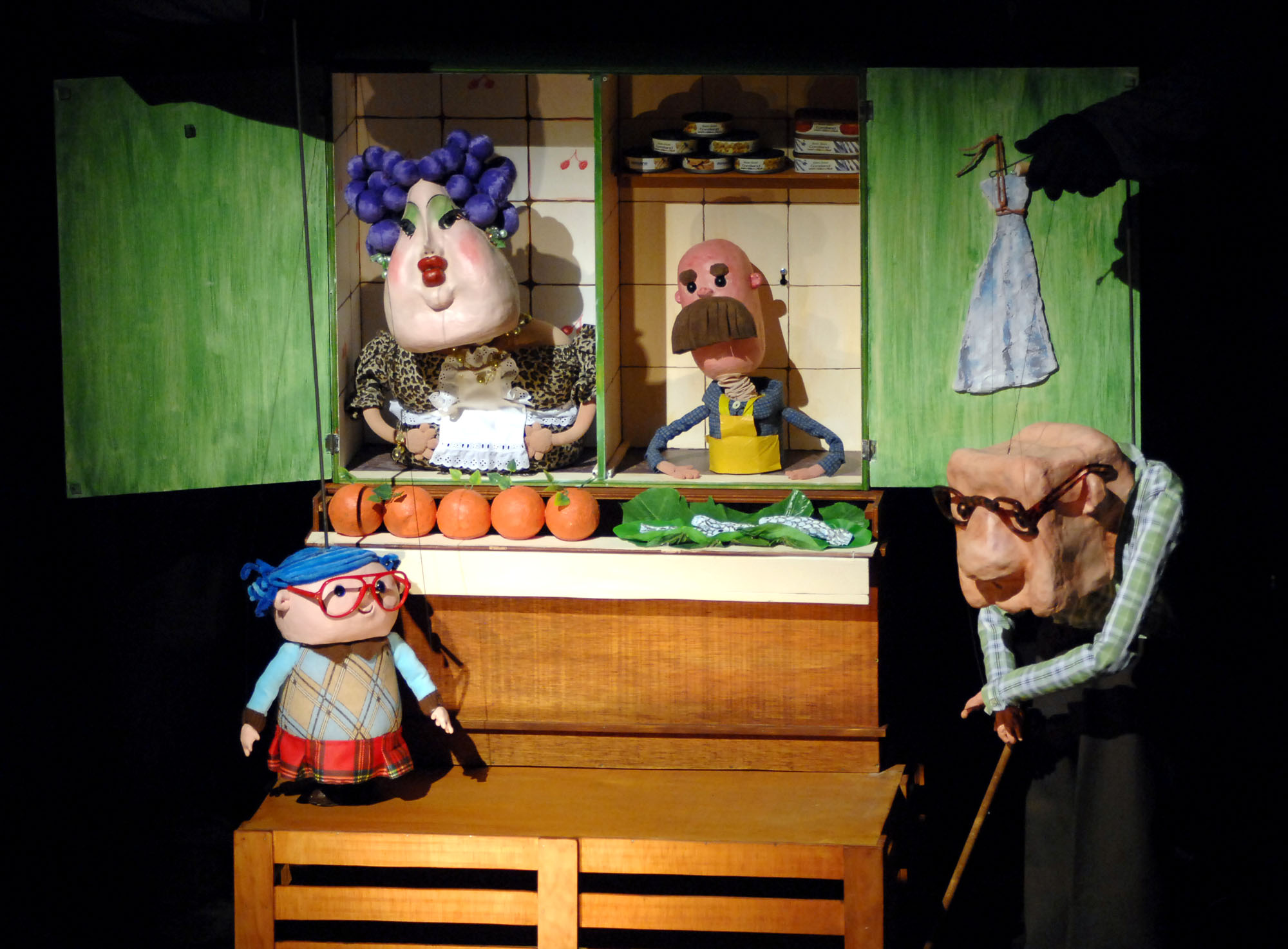
Representació de l'espectacle ‘Menuda’ de L'Estenedor Teatre

La Mostra nasqué impulsada pel Moviment Rialles de Catalunya, una delegació d'Òmnium Cultural. Des de llavors gairebé sempre s'ha escollit Igualada com a seu de l'esdeveniment. L'objectiu inicial, encara vigent, era proveir als programadors d'espectacles infantils d'arreu de Catalunya, d'espectacles i propostes interessants per ser programades durant la resta de l'any.
Inicialment organitzada per Rialles, el 1995 la Fundació Xarxa va assumir-ne la direcció. El mateix any Rialles va començar a organitzar una altra mostra a Cerdanyola del Vallès.
L'any 2006 la mostra va iniciar una nova etapa, on es van implicar l'Institut Català de les Indústries Culturals (ICIC, actual ICEC) de la Generalitat de Catalunya, l'Ajuntament d'Igualada i compta amb el suport de la Diputació de Barcelona, la Fundació Xarxa, l'Associació Rialles, i l'Associació professional de teatre per a tots els públics (TTP). Aquell any les dues mostres es van unificar en una de sola a Igualada, tot mantenint el nom original.
Amb els anys, la Mostra d'Igualada ha esdevingut el lloc tradicional on la majoria de companyies estrena les seves produccions, havent-se estrenat més de 2.000 espectacles des dels seus inicis.
El 2020, a causa de la pandèmia de la COVID-19, es va transformar en un festival essencialment virtual.
El 2021 va recuperar la presencialitat adaptant-se a les mesures sanitàries del moment (distància, mans, mascareta, aforaments reduïts, etc.) i va oferir també una part de la programació en format virtual.

## Espais

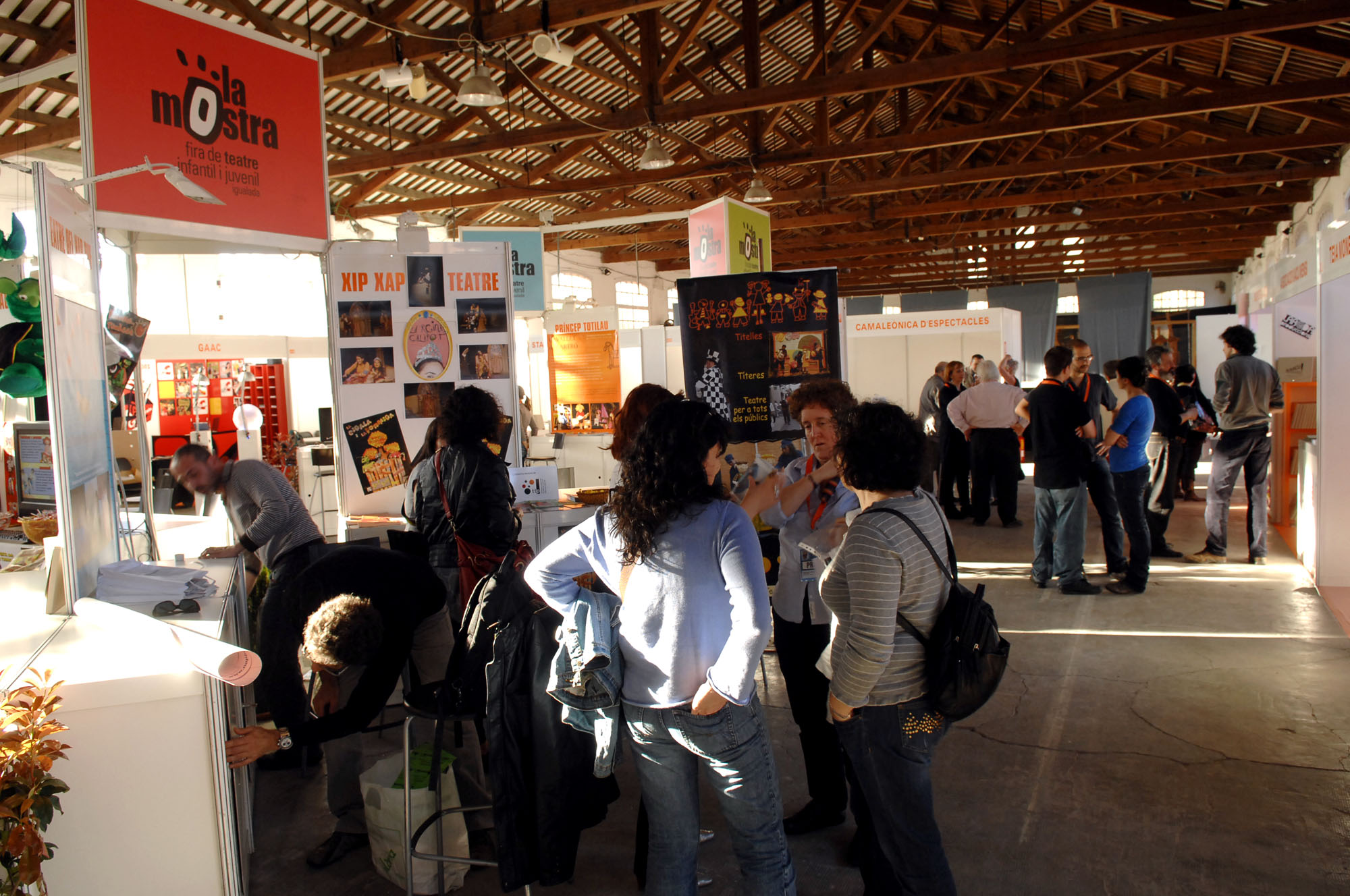
La Llotja

Els espectacles de la Mostra Igualada es realitzen a diversos espais de la comarca de l'Anoia, ja sigui en recintes tancats o a l'aire lliure, entre els quals destaquen:
- Teatre Municipal Ateneu
- Teatre Cercle Mercantil
- Teatre de l'Aurora
- Espai M. Diví Pastor
- Espai Cívic Centre
- Escola Municipal de Música
- Museu de la Pell
- Rambla General Vives
- Plaça Pius XII
- Plaça de l'Ajuntament
- Plaça Sant Miquel

La Mostra Igualada sol disposar, de la llotja, un espai específic ideat com a espai de negoci, que serveix de punt de trobada entre els diferents programadors i professionals acreditats amb les companyies participants amb la voluntat que s'intercanviï informació i s'estableixin contactes comercials. També hi tenen cabuda altres agents implicats en el sector de les arts escèniques. Es va dur a terme un estudi de mercat que informava que durant la mostra de 2009 s'havien contractat més de 1.300 representacions, que suposaven un volum de negoci de més d'1,5 milions d'euros.

## Companyies
Inicialment la principal procedència de les companyies que presentaven propostes era bàsicament Catalunya, però amb els anys s'han anat incorporant companyies del País Valencià i de les Illes Balears, i companyies emergents i de fora de l'àmbit dels territoris de parla catalana (principalment d'arreu de l'Estat espanyol, i també internacionals).